# 甲苯胺红
甲苯胺红是一种有机化合物，化学式为C17H13N3O3，它可以从甲苯的热饱和溶液中结晶出针状晶体。它可以4-甲基-2-硝基苯胺和2-萘酚为原料反应制得。